# نقطة كمومية حرجة
النقطة الكمومية الحرجة هي إحدى التصنيفات الخاصة للتحول الطوري المستمر والذي يحدث عند درجة حرارة الصفر المطلق. عادةً التحول الطوري لدرجة الحرارة يقاد إلى الصفر عن طريق تطبيقات الضغط أو بواسطة حقول منشطة. تقليديا تكون التحولات الطورية تحدث عند تغيرات حرارية محدودة. يؤدي ازدياد عشوائية التذبذبات الحرارية إلى حدوث تغيرات في الحالة الفيزيائية للنظام. أدت البحوث المرتبط في فيزياء المواد المكثفة إلى اكتشاف صنف جديد من التحولات الطورية دعي التحول الطوري الكمومي ويحدث عند الصفر المطلق والتي تنتج من التقلبات الكمومية لنقطة الصفر بالاعتماد على قتنون هيزنبرغ في مبدأ عدم التأكد

## لمحة عامة
توجد ضمن تصانيف التحول الطوري صنفين رئيسيين: الأول هو التحول الطوري من الدرجة الأولى، تكون خصائص التحول بشكل متقطع مثل انصهار المواد الصلبة. أما الصنف الثاني فهو تحول طوري من الدرجة الثانية، حيث يجري التحول بشكل مستمر. ويتميز التحول من الدرجة الثانية بنمو التذبذبات بشكل أكثر من أي وقت آخر. تدعى هذه التذبذبات بالتذبذبات الحرجة. في النقطة الحرجة حين يكون تحول من الدرجة الثانية تكون التذبذبات الحرجة ثابتة المقياس وتمتد على النظام بأكمله